# Физички факултет Универзитета у Варшави
Физички факултет Универзитета у Варшави, (оригинални назив на пољском језику: Wydział Fizyki Uniwersytetu Warszawskiego, скраћено (FUW)) је факултет Универзитета у Варшави који спроводи научна истраживања и образовање (први, други и трећи циклус студија) у областима:
- Физика,
- Астрономија,
- Примена физике у биологији и медицини,
- Наноинжењеринг (област која се води заједно са Хемијским факултетом),
- Нуклеарна енергија и хемија (област студија која се изводи заједно са Хемијским факултетом),
- Геофизика у геологији (област која се спроводи заједно са Геолошким факултетом).[1]

Године 1997. Физички факултет постаје аниматор Варшавског фестивала науке.
Факултет је 2013. године добио статус историјског локалитета Европског физичког друштва – ова титула се додељује местима од посебног значаја за развој европске физике.

## Историјат факултета
Физика и астрономија се практикују на Универзитету у Варшави од његовог оснивања 1816. године. Организационо су се налазили у оквиру различитих одељења:
- до 1926. – Филозофски факултет,
- до 1949. године – Природно-математички факултет,
- за наредне три године - Математичко-физичко-хемијски факултет,
- наредних 16 година - Математичко-физички факултет,
- 1969. године основан је самостални Физички факултет.[4]

Од 1921. године Одсек за експерименталну физику, а касније и јединице које је формирао, налазио се у згради Хоже 69. 2014. године главни део факултета се сели у Кампус Охота.

## Организација факултета
Факултет се састоји од следећих јединица
Институт за експерименталну физику
- Катедра за биофизику,
- Катедра за честице и фундаменталне интеракције,
- Катедра за биомедицинску физику,
- Катедра за физику чврстог стања,
- Катедра за нуклеарну физику,
- Катедра за оптику,
- Катедра за структуру кондензоване материје

Институт за теоријску физику
- Катедра за физику кондензоване материје,
- Катедра за моделирање сложених система,
- Катедра за квантну оптику и атомску физику,
- Катедра за теорију честица и елементарне интеракције,
- Катедра за теорију јаких и електрослабих интеракција,
- Катедра за релативност и гравитацију,
- Лабораторија за рачунарску физику.

Институт за геофизику
- Катедра за физику атмосфере,
- Катедра за физику литосфере,
- Катедра за информатичку оптику.

Опсерваторија
- Катедра за екстрагалактичку астрономију,
- Катедра за теоријску астрофизику,
- Катедра за опсервациону астрофизику,
- Инструментални и дидактички студио у Островику.

Катедра за математичке методе у физици

## Награде за чланове факултета
Запослени на Физичком факултету Универзитета у Варшави - и његовим претходним јединицама везаним за физику и астрономију - освојили су највише пољске награде у овим областима. Пример је осмострука награда Фондације за пољску науку („Пољски Нобел“) – прво у области егзактних наука (у периоду 1992–2010. године), а затим у математичким, физичким и инжењерским наукама (од 2011. године):
| - 1993: Stanisław Woronowicz, - 2002: Andrzej Udalski, - 2003: Marek Pfützner, - 2006: Tomasz Dietl, | - 2014: Iwo Białynicki-Birula, - 2017: Andrzej Trautman, - 2018: Krzysztof Pachucki, - 2020: Krzysztof M. Górski. |

Особље Физичког факултета такође је неколико пута освајало медаљу Маријана Смолуховског – највеће признање које додељује Пољско физичко друштво:
| - 1965: Wojciech Rubinowicz, - 1969: Jerzy Pniewski i Marian Danysz, - 1972: Leonard Sosnowski, - 1976: Arkadiusz Piekara, - 1986: Andrzej Trautman, - 1987: Wojciech Królikowski, - 1989: Zdzisław Szymański, | - 1999: Andrzej Kajetan Wróblewski, - 2002: David Shugar, - 2003–2004: Stefan Pokorski, - 2005: Jan Żylicz, - 2010: Tomasz Dietl, - 2021: Iwo Białynicki-Birula. |

Три запослена ФУВ-а – Анджеј Траутман, Томаш Диетл и Иво Биалиницки-Бирула – добили су обе горе наведене награде.
Особље факултета – тачније Катедре за математику – такође је освојило највише пољске математичке награде:
- 1960: Главна награда ПТМ названа по Стефан Банах (Кшиштоф Маурин),
- 2009: Медаља од Стефан Банах из Президијума Пољске академије наука (Станислав Воронович).

## Галерија
- Комплекс зграда у ул. Пастеур: изградња Центра за нове технологије II (CeNT II) UW, десно Лабораторија за тешке јоне животне средине Универзитета у Варшави, у првом плану више непостојећа машинска хала на Институту за геофизику Варшавског универзитета (десно иза дрвета)
- Седиште Астрономске опсерваторије у Алеје Ујаздовские у Варшави
- Астрономска опсерваторија у Островику
- Опсерваторија Универзитета у Варшави у Чилеу